# Romaria de Bom Jesus dos Navegantes
A Romaria de Bom Jesus dos Navegantes é a maior festa católica da região do Baixo São Francisco. É realizada sempre no último domingo de janeiro e reúne romeiros dos estados de Sergipe, Alagoas e Pernambuco. O ponto central da romaria é a Procissão Fluvial de Bom Jesus dos Navegantes pelo Rio São Francisco, entre as cidades de Propriá e Porto Real do Colégio, em Alagoas. A procissão foi criada em 1914, por pescadores, como forma de agradecer por um milagre do Bom Jesus dos Navegantes em um temporal.
As festividades iniciam no domingo anterior à grande romaria, com a procissão entre a Capela Bom Jesus dos Navegantes e a Catedral Santo Antônio de Pádua. Ao longo da semana ocorrem festas, quermesses e novenas, com as missas nos quatro mastros que circundam as margens do Rio São Francisco. cada missa é encerrada com grande foguetório.
Em Sergipe, essa romaria é uma das mais notáveis, ao lado da Romaria Senhor dos Passos, em São Cristóvão; da Peregrinação de Nossa Senhora Divina Pastora e da Peregrinação de Nossa Senhora Aparecida.